# Москаленко, Фёдор Михайлович
Фёдор Михайлович Москаленко (18 февраля 1921 — 25 ноября 1986) — помощник командира взвода 89-го отдельного самоходного артиллерийского дивизиона (50-я стрелковая Запорожско-Кировоградская орденов Суворова и Кутузова дивизия, 52-я армия, 1-й Украинский фронт), старшина, участник Великой Отечественной войны, кавалер ордена Славы трёх степеней.

## Биография
Родился 18 февраля 1921 года в деревне Фоминка, ныне Миллеровского района Ростовской области в семье крестьянина. Отец Москаленко Михаил, так же воевал во время Великой Отечественной войны, после её окончания вернулся домой.
Окончил 7 классов. Работал слесарем на заводе «Артём» в городе Ворошиловград (Луганск, Украина).
В сентябре 1941 года был призван в Красную армию Ворошиловоградским райвоенкоматом. С октября 1941 года участвовал в боях с захватчиками. К осени 1943 года воевал командиром расчёта 89-го отдельного истребительно-противотанкового дивизиона 50-й стрелковой дивизии. В составе этого подразделения прошёл до Победы.
Отличился при освобождении города Запорожье (Украина) в октябре 1943 года, в боях за кирпичный завод огнём из орудия уничтожил более 15 гитлеровцев. Получил первую боевую награду — медаль «За боевые заслуги».
8-14 марта 1944 года в районе села Михайловка (ныне Новоукраинского района Кировоградской области, Украина) старший сержант Москаленко со своим расчётом прямой наводкой подавил миномёт, 4 пулемёта и вывел из строя свыше 10 солдат противника. Был ранен, но остался в строю.
Приказом по частям 50-й стрелковой дивизии (012/н) от 6 мая 1944 года старший сержант Москаленко Фёдор Михайлович награждён орденом Славы 3-й степени.
20-24 августа 1944 года в боях близ населённого пункта Бунешти (Румыния) старший сержант Москаленко, командуя расчётом, подавил 5 пулемётов и истребил до 15 солдат противника.
Приказом по войскам 52-й армии (№ 0135/н) от 26 сентября 1944 года старший сержант Москаленко Фёдор Михайлович награждён орденом Славы 2-й степени.
14 января 1945 года юго-западнее города Кельце (Польша), находясь в разведке, ворвался на бронетраспортёре в расположение противника. Несмотря на полученное ранение, из личного оружия сразил свыше 10 гитлеровцев. Взял пленного, который дал ценные сведения.
Указом Президиума Верховного Совета СССР от 10 апреля 1945 года старшина Москаленко Фёдор Михайлович награждён орденом Славы 1-й степени. Стал полным кавалером ордена Славы.
В 1946 году демобилизован.
Жил в посёлке совхоза «Олайне» Рижского района (Латвия). Работал трактористом. Скончался 25 ноября 1986 года.

## Награды
- Орден Отечественной войны I степени (11.03.1985)[3]
- Полный кавалер ордена Славы:
  - орден Славы I степени (10.04.1945)[4];
  - орден Славы II степени (26.09.1944)[5];
  - орден Славы III степени (06.05.1944)[6];

- медали, в том числе:
  - «За боевые заслуги» (20.10.1943)[7]
  - «В ознаменование 100-летия со дня рождения Владимира Ильича Ленина» (6 апреля 1970)
  - «За победу над Германией» (9 мая 1945[8])

- - «20 лет Победы в Великой Отечественной войне 1941—1945 гг.» (7 мая 1965[9])
  - «30 лет Победы в Великой Отечественной войне 1941—1945 гг.»[10]
  - 40 лет Победы в Великой Отечественной войне 1941—1945 гг.[11]

- - «30 лет Советской Армии и Флота»[12]
  - «40 лет Вооружённых Сил СССР»[13]
  - «50 лет Вооружённых Сил СССР» (26 декабря 1967[14])
- Знак «25 лет победы в Великой Отечественной войне» (1970)

## Память
- На могиле установлен надгробный памятник
- Его имя увековечено в Главном Храме Вооружённых сил России, и навсегда запечатлено на мемориале «Дорога памяти»